# Tangara callophrys
Tangara callophrys е вид птица от семейство Тангарови (Thraupidae).

## Разпространение
Видът е разпространен в Боливия, Бразилия, Еквадор, Колумбия и Перу.